# Постум Дардан
Вижте пояснителната страница за други личности с името Дардан.
Клавдий Постум Дардан (на латински: Claudius Postumus Dardanus; fl. 407 – 417) е политик на Римската империя, преториански префект в Галия.
Брат е на Клавдий Лепид, женен за Невия Гала.
Дардан е номиниран за преториански префект на Галия за пръв път вероятно през 401/404 или 406/407 г. и втори път през 412 – 413 г. по времето на император Хонорий. През 413 г. той екзекутира узурпатора Себастиан и поръчва убийството на неговия брат узурпатора Йовин. Главите на двамата изпраща в императорския двор на Хонорий в Равена.